# Umar Muhammad Amin Mahmud Murad
Umar Muhammad Amin Mahmud Murad (arab. عمر محمد أمين محمود مراد; ur. 1 lutego 2005) – egipski zapaśnik walczący w stylu wolnym. Wygrał igrzyska afrykańskie w 2023. Złoty medalista mistrzostw Afryki w 2025 i brązowy w 2023. Trzeci na MŚ kadetów w 2022. Mistrz Afryki juniorów w 2023. Mistrz Afryki kadetów w 2020 i 2022 roku.